# Desiré Wilson
 Desiré Randall Wilson  va ser una pilot de curses automobilístiques sud-africana que va arribar a disputar curses de Fórmula 1. Ha estat una de les cinc dones que ho han aconseguit.
Va néixer el 26 de novembre del 1953 a Brakpan, Sud-àfrica.

## A la F1
Desiré Wilson va debutar a la vuitena cursa de la temporada 1980 (la 31a temporada de la història) del campionat del món de la Fórmula 1, disputant el 13 de juliol del 1980 el G.P. de la Gran Bretanya al circuit de Brands Hatch.
Va participar en una única cursa puntuable pel campionat de la F1, no aconseguint classificar-se per disputar la cursa i no assolí cap punt pel campionat del món de pilots.

## Resultats a la Fórmula 1
| Any  | Equip                 | Xassís  | Motor    | 1   | 2   | 3   | 4     | 5   | 6   | 7   | 8       | 9   | 10  | 11  | 12  | 13  | 14  | Posició | Punts |
| ---- | --------------------- | ------- | -------- | --- | --- | --- | ----- | --- | --- | --- | ------- | --- | --- | --- | --- | --- | --- | ------- | ----- |
| 1980 | Marlboro Team McLaren | McLaren | Cosworth | ARG | BRA | SUD | O.USA | BEL | MON | FRA | GBR NVQ | ALE | AUT | HOL | ITA | CAN | USA | -       | 0     |

### Resum
| Curses: | Victòries: | Pòdiums: | Poles: | Voltes ràpides: | Punts: |
| ------- | ---------- | -------- | ------ | --------------- | ------ |
| 1 (0)   | 0          | 0        | 0      | 0               | 0      |